# كاسالولدو
كاسالولدو هي كوموني (بلدة) في مقاطعة مانتوفا في منطقة لومباردي الإيطالية ،وتقع على بعد حوالي 110 كيلومتر (68 ميل) شرق ميلانو وحوالي 25 كيلومتر (16 ميل) شمال غرب مانتوفا .
اعتبارًا من 31 ديسمبر 2004 يبلغ عدد سكانها 2436 نسمة وتبلغ مساحتها 16.8 كيلومتر مربع (6.5 ميل2) .
تقع كاسالولدو على حدود البلديات التالية : أسولا ، وكاستل جوفريدو ، وسيريسارا ، وبيوبيجا .